# Bystropogon
Bystropogon — рід кущистих сильно ароматних рослин поширених на а. Мадейра й Канарських островах. Рослини населяють гірські схили та галявини.

## Біоморфологічна характеристика
Листки округло-зубчасті, зубчасті й до майже цілих. Приквітки листоподібні. Чашечка циліндрично-дзвінчаста, однаково 5-лопатева, горло волосисте. Віночок білий, рожевий або бузковий, слабо двогубий, 5-лопатевий (2/3). Тичинок 4, коротші за віночок. Горішки довгасто-яйцеподібні, гладкі або дрібногорбочкові. 2n = 42, 48. Є гібриди.

## Види
Рід містить 7 негібридних видів: 
1. Bystropogon canariensis (L.) L'Hér.
2. Bystropogon maderensis Webb & Berthel.
3. Bystropogon odoratissimus Bolle
4. Bystropogon origanifolius L'Hér.
5. Bystropogon plumosus (L.f.) L'Hér.
6. Bystropogon punctatus L'Hér.
7. Bystropogon wildpretii La Serna